# Tim Duncan
Timothy Theodore „Tim” Duncan (Christiansted, St. Croix, Amerikai Virgin-szigetek, 1976. április 25. –) amerikai Virgin-szigeteki profi kosárlabdázó. Az NBA-ben szerepelt, a San Antonio Spurs csapatában töltötte pályafutásának egészét. 211 cm (6'11") magas, 118 kg (260 lbs) súlyú erőcsatár/center. Ötszörös NBA-bajnok, háromszoros NBA-döntő legértékesebb játékosa, a liga kétszeres legértékesebb játékosa. Emellett tíz All-Star gálán vett részt, eddig minden szezonja végén beválasztották a liga álomcsapatába és védekezőcsapatába, szám szerint tizenegyszer. A San Antonio Spurs csapatkapitánya volt visszavonulásáig.

## Pályafutása
A Spurs 1997-ben draftolta a Wake Forest kiválóságát. Duncan az első kör első helyén elkelt. 1998-ban meg is kapta a legjobb újoncnak járó díjat, és az évben benne volt az All-Star csapatban is. Többek között még benne volt az NBA első álomcsapatában, NBA második védekező álomcsapatában is. 1999-ben a Spurs-el NBA bajnok lett és a döntő legértékesebb játékosa címet is kiérdemelte a 23.2 es pontátlagával, és a 11.5 lepattanózásával. Az 1998-99-es idény után is sikerek övezték karrierjét.2000-ben ugyancsak tagja volt az ALL-Star csapatnak, és a XX. század legjobb 100 kosárlabdázójának listájára is felkerült.
2002-ben az év legértékesebb játékosa volt, IBM díjat is nyert amit az a játékos kap, aki statisztikailag leginkább hozzájárul csapata teljesítményéhez. A 2003 nagy siker év volt. Megkapta ismét a legértékesebb játékos díjat, a döntő legértékesebb játékosa díját is bezsebelte, és a bajnoki cím is a Spurs-é lett. 2003-ban szintén NBA első védekező álomcsapatának listáján szerepelt, és az év férfi sportolója lett. Szintén bajnoki címet nyert még 2005-ben, és 2007-ben. Az alapszakaszban a legjobb pontátlaga 25.5 volt a 2001-02 idényben, rájátszásokon pedig egészen 27.6-os pontátlagig kúszott, szintén a 2001-02-es idényben
. A Slam magazin legjobb 75 kosárlabdázójának listáján az 55. helyén szerepel.

### Díjak
- USBWA College Player of the Year – Amerikai kosárlabda újságírók szövetségének díja (főiskola) – 1997
- Naismith College Player of the Year – Atlanta Tipoff Club az év főiskolai kosárlabdázója – 1997
- John R. Wooden díj – Az év főiskolai kosárlabdázója – 1997
- Az Atlanti-parti csoport év játékosa (főiskola) – 1996,1997
- NBA legjobb újonca – 1998
- NBA legértékesebb játékosa – 2002, 2003
- NBA-döntő legértékesebb játékosa – 1999, 2003, 2005
- NBA-bajnok – 1999, 2003, 2005, 2007, 2014
- NBA All-Star gála legértékesebb játékosa – 2000
- NBA újoncok álomcsapata – 1998
- NBA első álomcsapat – 1998-2005, 2007
- NBA második álomcsapat – 2006, 2008
- NBA első védekező álomcsapata – 1999-2003, 2005, 2007, 2008
- NBA második védekező álomcsapata – 1998, 2004, 2006
- NBA All-Star csapat – 1998, 2000-2008
- Sports Illustrated év férfi sportolója – 2003
- IBM-díj – 2002
- The Sporting News MVP d1j – 2002
- A Slam Magazine minden idők legjobb 75 kosárlabdázójának listáján az 55. helyén szerepel.
- Association for Professional Basketball Research a XX. század legjobb 100 kosárlabdázója listájának tagja.

## Statisztikái
A Basketball Reference adatai alapján.

### Szezon
| Év        | Csapat            | GP   | GS   | MPG  | FG%  | 3PT% | FT%  | RPG  | APG | SPG | BPG | PPG  |
| --------- | ----------------- | ---- | ---- | ---- | ---- | ---- | ---- | ---- | --- | --- | --- | ---- |
| 1997–98   | San Antonio Spurs | 82   | 82   | 39.1 | .549 | .000 | .662 | 11.9 | 2.7 | .7  | 2.5 | 21.1 |
| 1998–99   | San Antonio Spurs | 50   | 50   | 39.3 | .495 | .143 | .690 | 11.4 | 2.4 | .9  | 2.5 | 21.7 |
| 1999–2000 | San Antonio Spurs | 74   | 74   | 38.9 | .490 | .091 | .761 | 12.4 | 3.2 | .9  | 2.2 | 23.2 |
| 2000–01   | San Antonio Spurs | 82   | 82   | 38.7 | .499 | .259 | .618 | 12.2 | 3.0 | .9  | 2.3 | 22.2 |
| 2001–02   | San Antonio Spurs | 82   | 82   | 40.6 | .508 | .100 | .799 | 12.7 | 3.7 | .7  | 2.5 | 25.5 |
| 2002–03   | San Antonio Spurs | 81   | 81   | 39.3 | .513 | .273 | .710 | 12.9 | 3.9 | .7  | 2.9 | 23.3 |
| 2003–04   | San Antonio Spurs | 69   | 68   | 36.6 | .501 | .167 | .599 | 12.4 | 3.1 | .9  | 2.7 | 22.3 |
| 2004–05   | San Antonio Spurs | 66   | 66   | 33.4 | .496 | .333 | .670 | 11.1 | 2.7 | .7  | 2.6 | 20.3 |
| 2005–06   | San Antonio Spurs | 80   | 80   | 34.8 | .484 | .400 | .629 | 11.0 | 3.2 | .9  | 2.0 | 18.6 |
| 2006–07   | San Antonio Spurs | 80   | 80   | 34.1 | .546 | .111 | .637 | 10.6 | 3.4 | .8  | 2.4 | 20.0 |
| 2007–08   | San Antonio Spurs | 78   | 78   | 34.0 | .497 | .000 | .730 | 11.3 | 2.8 | .7  | 2.0 | 19.3 |
| 2008–09   | San Antonio Spurs | 75   | 75   | 33.7 | .504 | .000 | .692 | 10.7 | 3.5 | .5  | 1.7 | 19.3 |
| 2009–10   | San Antonio Spurs | 78   | 77   | 31.3 | .518 | .182 | .725 | 10.1 | 3.2 | .6  | 1.5 | 17.9 |
| 2010–11   | San Antonio Spurs | 76   | 76   | 28.4 | .500 | .000 | .716 | 8.9  | 2.7 | .7  | 1.9 | 13.4 |
| Karrier   |                   | 1053 | 1051 | 35.8 | .508 | .182 | .688 | 11.4 | 3.1 | .7  | 2.3 | 20.6 |
| All-Star  |                   | 12   | 11   | 21.6 | .571 | .333 | .765 | 10.1 | 2.3 | .9  | .7  | 11.2 |

### Rájátszás
| Év      | Csapat            | GP  | GS  | MPG  | FG%  | 3PT%  | FT%  | RPG  | APG | SPG | BPG | PPG  |
| ------- | ----------------- | --- | --- | ---- | ---- | ----- | ---- | ---- | --- | --- | --- | ---- |
| 1997–98 | San Antonio Spurs | 9   | 9   | 41.6 | .521 | .000  | .667 | 9.0  | 1.9 | .6  | 2.6 | 20.7 |
| 1998–99 | San Antonio Spurs | 17  | 17  | 43.1 | .511 | .000  | .748 | 11.5 | 2.8 | .8  | 2.7 | 23.2 |
| 2000–01 | San Antonio Spurs | 13  | 13  | 40.5 | .488 | 1.000 | .639 | 14.5 | 3.8 | 1.1 | 2.7 | 24.4 |
| 2001–02 | San Antonio Spurs | 9   | 9   | 42.2 | .453 | .333  | .822 | 14.4 | 5.0 | .7  | 4.3 | 27.6 |
| 2002–03 | San Antonio Spurs | 24  | 24  | 42.5 | .529 | .000  | .677 | 15.4 | 5.3 | .6  | 3.3 | 24.7 |
| 2003–04 | San Antonio Spurs | 10  | 10  | 40.5 | .522 | .000  | .632 | 11.3 | 3.2 | .8  | 2.0 | 22.1 |
| 2004–05 | San Antonio Spurs | 23  | 23  | 37.8 | .464 | .200  | .717 | 12.4 | 2.7 | .3  | 2.3 | 23.6 |
| 2005–06 | San Antonio Spurs | 13  | 13  | 37.9 | .573 | .000  | .718 | 10.5 | 3.3 | .9  | 1.9 | 25.8 |
| 2006–07 | San Antonio Spurs | 20  | 20  | 36.8 | .521 | .000  | .644 | 11.5 | 3.3 | .6  | 3.1 | 22.2 |
| 2007–08 | San Antonio Spurs | 17  | 17  | 39.2 | .449 | .200  | .626 | 14.5 | 3.3 | .9  | 2.1 | 20.2 |
| 2008–09 | San Antonio Spurs | 5   | 5   | 32.8 | .532 | .000  | .607 | 8.0  | 3.2 | .6  | 1.2 | 19.8 |
| 2009–10 | San Antonio Spurs | 10  | 10  | 37.3 | .520 | .500  | .478 | 9.9  | 2.6 | .8  | 1.7 | 19.0 |
| 2010–11 | San Antonio Spurs | 6   | 6   | 35.3 | .478 | .000  | .625 | 10.5 | 2.7 | .5  | 2.5 | 12.7 |
| Karrier |                   | 176 | 176 | 39.5 | .502 | .167  | .678 | 12.4 | 3.4 | .7  | 2.6 | 22.7 |